# Медіа конвергенція
Конвергенція в медіа (від лат. Convergo — «зближаю») — процес в сучасній медіаіндустрії, що почався в другій половині 1990-х рр., Коли ЗМІ стали створювати свої версії в Інтернеті. Процес медіаконвергенції безпосередньо пов'язаний з технічними досягненнями в області передачі інформації, можливістю зберігати і передавати текстову, аудіо- та відеоінформацію в цифровому вигляді і заснований на принципі крос медійності — одноразовому виробництві контенту і багаторазовому його тиражуванні на різних медіаплатформи. Процес медіаконвергенції супроводжується змінами, пов'язаними з організацією роботи співробітників і новою організацією робочого простору, новими вимогами до підготовки матеріалів, появою нових відділів і посад. Коли ми говоримо про конвергенції на медіаринку, це перш за все відноситься до паперових ЗМІ, які шукають нові способи розширення своєї аудиторії. Канали передачі інформації, між якими можлива конвергенція.

## Історія
Термін вживається в різних природних і гуманітарних науках. Ґрунтуючись на даному значенні поняття конвергенція, на заході в науці філософії та соціології в 50-х роках минулого століття почали використовувати термін конвергенція в громадській та політичній сфері. Дотримуючись розвитку науково-технічного прогресу, вони висунули думку про повільне згладжування основних відмінностей між капіталістичним і соціалістичним товариствами. Ключовим фактором, який за припущенням американського вченого У. Ростоу та голландського вченого Я. Тінбіргена, сприяв розвитку конвергенції ідеологічно протилежних суспільних формацій, послужила революція в науково-технічній сфері. У зв'язку з цим по новому на процес конвергенції глянули і соціологи. У 1962 р, книга американського дослідника-соціолога Деніела Белла «Кінець ідеології», внесла великий внесок у розвиток теорії суспільно-політичної конвергенції. У своїй роботі Белл привів вагомі доводи, які змогли зміцнити його концепцію постіндустріального суспільства, висунуту ним раніше, висновком про розвиток нового суспільного типу людей. Як вважає сам Д. Белл, це суспільство в своїй діяльності спиратиметься на результати науково-технологічної революції і інформаційну індустрію — укупі вони формують майбутню основу майбутньої економіки. В подальшому ідея Д. Белла, про інформаційне суспільство розвивалася і послужила своєрідним містком до подальших концепцій та уявлень про інформаційне суспільство, конвергенція була переосмислена і сприйнята в новому контексті. Починаючи з 70-х років минулого століття, цей термін все частіше стали застосовувати з метою позначення інтеграції інформаційних і комунікаційних технологічних пристроїв (комп'ютерів, телефонів, телевізорів). Наступний етап розвитку терміна «конвергенція», доводиться на 80-і роки, в ході полеміки про дерегулювання телекомунікаційного ринку в США і мовного ринку в Західній Європі. Але по справжньому активно конвергенція почала розвиватися лише в 1990-х роках, цьому сприяло швидке розвиток Інтернет-технологій. Інтернет дуже швидко увійшов в повсякденне життя багатьох мільйонів людей, що дало новий поштовх в розвитку конвергенції, і додало обговорення цієї проблеми широкий практичний сенс.
В даний час спостерігається процес конвергенції всіх форм представлення інформації в мовних інтернет-каналах. В Інтернеті на подібних сайтах користувач отримує доступ до інформації, яка відповідно до теми розсортована в різні вікна або смислові блоки: відео- та аудиоінформация, графіка та текст. При цьому загальне інформаційне навантаження динамічно розподіляється за різними формами відповідно до найбільш ефективних впроваджень кожної.
З 2000 року в Інтернеті спостерігається зростання ресурсів, які вживають всі мультимедійні можливості в рамках одного ЗМІ. Це дає можливість одному ЗМІ виступати в ролі телевізійного або радійники, а також друкованого або ілюстративного видання одночасно. Конвергенція всіх видів ЗМІ на основі мережі «Інтернет» привела до появи нових форм інтернет-сайтів — інтернет-каналів, доступ до Яким можливий тільки через Інтернет.

## Етапи розвитку медіаконвергенції
Процес медіаконвергенції включає два основних етапи розвитку.
I етап процесу медіаконвергенції призводить до
1. Злиття за допомогою оцифровки змісту різних ЗМІ з інтернет-платформою. Газети вперше стали поширювати контент, використовуючи новий канал поширення інформації — Інтернет. Інтернет-версії газет в цей час — повна копія матеріалів друкованої версії.
2. Злиття раніше різних форм ЗМІ (преса, радіо, телебачення) на базі інтернет-платформи, що досягається за допомогою оцифровки змісту і дозволяє одночасно використовувати текстову, графічну, аудіо- та відеоподачі інформації. Сьогодні практично всі ЗМІ в світі пройшли ці дві фази першого етапу. У газет можуть виникнути фінансові труднощі, пов'язані з розвитком своєї власної команди журналістів, що створюють відеоконтент для вебсайту. Можуть (але не обов'язкові) відбуватися зміни в організації робочого простору. Від журналістів найчастіше не вимагають вміння однаково добре готувати текстові, аудіо-, відеоматеріали, однак в більшості випадків необхідно вміти оперативно готувати матеріали для інтернет-версії. На цій фазі в більшості випадків з'являється нова посада — редактор інтернет-версії, можливо, деякі журналісти починають спеціалізуватися на підготовці матеріалів тільки для інтернет-версії.
3. Злиття за допомогою оцифровки змісту друкованих ЗМІ не тільки з інтернет-, але і з мобільного, PDA-, е-paper-, kindle -платформи, що дозволяє поширювати контент, використовуючи додаткові медіаплатформи. На цьому процес медіаконвергенції може зупинитися, причиною часто є законодавство в області перехресного володіння ЗМІ. Перший етап пройшли сьогодні дуже багато ЗМІ в усьому світі. Зміни в організації робочого простору на даній стадії можливі, але не обов'язкові.
II етап процесу медіконвергенціі сприяє
1. Злиття раніше різних ЗМІ (а можливо й інших галузей медіабізнесу) на базі одного ЗМІ (як правило, на базі друкованого засобу масової інформації). Результатом такого злиття часто стає поява конвергентної (мультимедійної) редакції.
2. А також:
1) об'єднання редакції газети (і додатків), сайту з мовним ресурсом — телеканалом або радіостанцією (можливо, з фотослужбою, відділами продажів і реклами);
2) об'єднання редакції газети з її інтернет-версією і всілякими додатками з телеканалом і радіостанцією (і можливо фотослужбою, відділами продажів і реклами).
На даному етапі процесу конвергенції сьогодні знаходяться деякі ЗМІ.

## Конвергенція в масовій культурі
Саме медійні технології створення, логістики та інтеграції мультимедійного контенту в даний час є основою для формування стратегій розвитку різних сфер масової комунікації (журналістики, реклами і PR). І тут виникає цілий ряд проблем: від зміни статусу аудиторії в процесі медіапотребленія, до переходу на новий рівень професійної підготовки фахівців медіасфери. Під впливом процесу конвергенції відбувається перехід від використання мономедійних мовних платформ і медіапродуктів до мультимедійних продуктів і, що особливо важливо, багатоцільовим цифровим порталам ЗМІ. Медіапідприємство для споживача розробляють «не тільки готові медіапродукти, але і параметри вибору мультінаправленних ланцюгів комунікації, створюючи при цьому взаємодіє мультимедійну середу виробника і споживача».
Таким чином, сучасна інформаційне середовище викликала до життя «новий тип комунікації, механізмом здійснення якої стає та преса, яка йде по шляху злиття комунікативних практик і не уникає взаємодії з рекламою і PR». Завдяки злиттю комунікативних практик і наявності PR-матеріалів керівництво компанії інформує персонал про новини, плани, а також встановлює контакти з потенційними клієнтами, інвесторами, партнерами.